# Danny in the Sky
Danny in the Sky (tj. Danny v oblacích) je kanadský hraný film z roku 2001, který režíroval Denis Langlois podle vlastního scénáře. Snímek byl v ČR uveden v roce 2004 na filmovém festivalu Febiofest.

## Děj
Danny je 19letý mladík, jehož matka byla topmodelka a otec gay. Bydlí společně s otcem a přistěhuje se k nim jeho bratranec Jonathan. Danny místo navštěvování univerzity pracuje jako model. Jeho přítelkyně Sophie, která pracuje ve stejné modelingové agentuře, nabídne Jonathanovi, aby zde rovněž pracoval. Danny ale začne žárlit a na módní přehlídce Jonathanovi dá do pití drogy, po kterých zkolabuje. Danny po incidentu odejde z domu i z agentury a začne pracoval jako striptér. Sblíží se s fotografkou Karine, kterou poznal už jako model. Jednoho dne potká Jonathana s jeho kumpány a jeden z nich Dannyho pobodá.

## Obsazení
| Thierry Pépin       | Danny        |
| Jessie Beaulieu     | Greg         |
| Eric Benton         | Jeff         |
| Eric Cabana         | Dannyho otec |
| Véronique Jenkins   | Karine       |
| Sophie Lavallée     | Charline     |
| Daniel Lortie       | Jonathan     |
| Caroline Portelance | Sophie       |
| Barbara Ulrich      | Baba         |